# Бафт
Бафт (перс. بافت‎, Bāft) — город в южной части Ирана, в остане Керман. Административный центр шахрестана Бафт. Расположен в 155 км к юго-западу от столицы остана, города Керман.

## Население
| Год  | Численность | Численность |
| ---- | ----------- | ----------- |
| 2016 | 34 517      | [ 1 ]       |